# Université Alger 3
Université d'Alger 3 Ibrahim Sultan Cheibout, (plus communément appelée « Université d'Alger 3 Dely Ibrahim »), est une université publique algérienne située à Dely Ibrahim (wilaya d'Alger) en Algérie.
Créée conformément au décret exécutif no 09-341 du 22 octobre 2009 après la division de l'Université d'Alger en trois universités (Université d'Alger, Université d'Alger 2 et Université d'Alger 3).

## Organisation
Les facultés et les instituts composant l'Université d'Alger 3 sont les suivantes :
- Faculté des Sciences Économiques et de Gestion;
- Faculté des Sciences Politiques et Relations Internationales;
- Faculté des Sciences de l'Information et de la Communication;
- Institut de l'Éducation Physique et du Sport.